# Вилья, Хавьер
Хавьер Вилья Гарсия (5 октября 1987, Колунга, Астурия, Испания) — испанский автогонщик. В данный момент проживает в Арриондас, Астурия.

## Карьера

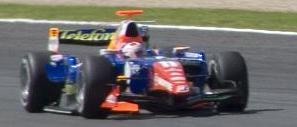
Вилья управляет болидом Racing Engineering на этапе в Маньи-Куре сезона 2008 GP2

Перед участием в серии в GP2 в 2006 он гонялся в Испанской Формуле-3, где он по итогам сезона финишировал четвёртым в 2005 году с командой Racing Engineering.
Вместе с Racing Engineering в следующем году он перешёл в GP2, его первый сезон был безочковый, но в 2007 году у него было серьёзное самосовершенствование. Он заработал свою первую победу в GP2 в 2007 году в спринте Маньи-Кура. Он стартовал со второй позиции после финиша на седьмой позиции в основоной гонке. Позднее он также одержал победы в спринтах Нюрбургринга и Хунгароринга стартовав первым. Он остался с командой на третий сезон выступлений в GP2 в 2008 году. Сезон был разочаровывающим и он занял всего лишь семнадцатое место, в то время как напарник Джорджо Пантано стал чемпионом.
Вилья гонялся за команду Super Nova Racing в Сезоне 2008-09 GP2 Asia и проводит с ней сезон GP2 2009 года.
Сезон 2013 Хавьер планирует провести в Европейском аналоге чемпионата NASCAR, "Racecar Euro Series". Первый этап которого уже состоялся во французском Ногаро 1 апреля.

## Результаты выступлений

### Гоночная карьера
| Сезон | Серия               | Команда            | Гонки | Поулы | Победы | Подиумы | Место |
| 2004  | Испанская Формула-3 | Elide Racing       | 14    | 0     | 1      | 1       | 9     |
| 2005  | Испанская Формула-3 | Racing Engineering | 14    | 2     | 2      | 6       | 4     |

### Результаты выступлений в серии GP2
| Легенда к таблице |                                                                    |
| --- | ------------------------------------------------------------------ |
| В таблице перечислены результаты всех гонок, в которых принимал участие гонщик. Строками таблицы являются сезоны, столбцами — этапы соревнований. В каждой клетке указаны сокращённое название этапа и результат, дополнительно обозначенный цветом. Расшифровка обозначений и цветов представлена в нижеследующей таблице. |                                                                    |
| \| Пример \| Описание \| \| ------------ \| ------------------------------------------------------------------ \| \| 1 \| Победитель \| \| 2 \| Второе место \| \| 3 \| Третье место \| \| 5 \| Финишировал, заработав очки \| \| Сход \| Не финишировал, но при этом заработал очки \| \| 12 \| Финишировал, не получив очков \| \| НКЛ \| Финишировал, но не попал в финальную классификацию \| \| 15 \| Участвовал вне зачёта, либо по отдельной классификации \| \| 18 \| Не финишировал, но попал в финальную классификацию \| \| Сход \| Не финишировал \| \| НКВ \| Не прошёл квалификацию \| \| НПКВ \| Не прошёл предквалификацию \| \| ДСК \| Дисквалифицирован \| \| ИСК \| Исключён из протокола соревнований \| \| ТТ \| Заявлен для участия только в тренировках \| \| НС \| Участвовал в квалификации, но не стартовал в гонке \| \| Т \| Травмирован или болен \| \| ОТК \| Отказ от участия \| \| НТР \| Прибыл на соревнования, но на трассу не выезжал \| \| НПР \| Был заявлен в числе участников, но не прибыл к началу соревнований \| \| О \| Соревнования отменены \| \| \| Не участвовал \| \| Поул-позиция \| \| \| Быстрый круг \| \| |                                                                    |
| Пример | Описание                                                           |
| 1 | Победитель                                                         |
| 2 | Второе место                                                       |
| 3 | Третье место                                                       |
| 5 | Финишировал, заработав очки                                        |
| Сход | Не финишировал, но при этом заработал очки                         |
| 12 | Финишировал, не получив очков                                      |
| НКЛ | Финишировал, но не попал в финальную классификацию                 |
| 15 | Участвовал вне зачёта, либо по отдельной классификации             |
| 18 | Не финишировал, но попал в финальную классификацию                 |
| Сход | Не финишировал                                                     |
| НКВ | Не прошёл квалификацию                                             |
| НПКВ | Не прошёл предквалификацию                                         |
| ДСК | Дисквалифицирован                                                  |
| ИСК | Исключён из протокола соревнований                                 |
| ТТ | Заявлен для участия только в тренировках                           |
| НС | Участвовал в квалификации, но не стартовал в гонке                 |
| Т | Травмирован или болен                                              |
| ОТК | Отказ от участия                                                   |
| НТР | Прибыл на соревнования, но на трассу не выезжал                    |
| НПР | Был заявлен в числе участников, но не прибыл к началу соревнований |
| О | Соревнования отменены                                              |
| | Не участвовал                                                      |
| Поул-позиция |                                                                    |
| Быстрый круг |                                                                    |

| Год  | Команда            | 1          | 2          | 3        | 4        | 5          | 6        | 7          | 8        | 9          | 10         | 11       | 12       | 13       | 14       | 15         | 16         | 17         | 18       | 19         | 20         | 21         | ЛЗ | Очки |
| ---- | ------------------ | ---------- | ---------- | -------- | -------- | ---------- | -------- | ---------- | -------- | ---------- | ---------- | -------- | -------- | -------- | -------- | ---------- | ---------- | ---------- | -------- | ---------- | ---------- | ---------- | -- | ---- |
| 2006 | Racing Engineering | ВАЛ 1 18   | ВАЛ 2 9    | САН 1 13 | САН 2 18 | ЕВР 1 9    | ЕВР 2 20 | ИСП 1 14   | ИСП 2 15 | МОН 1 Сход | ВЕЛ 1 14   | ВЕЛ 2 13 | ФРА 1 17 | ФРА 2 16 | ГЕР 1 11 | ГЕР 2 13   | ВЕН 1 Сход | ВЕН 2 15   | ТУЦ 1 15 | ТУЦ 2 16   | ИТА 1 9    | ИТА 2 Сход | 26 | 0    |
| 2007 | Racing Engineering | БАХ 1 Сход | БАХ 2 10   | ИСП 1 8  | ИСП 2    | МОН 1 Сход | ФРА 1 7  | ФРА 2 1    | ВЕЛ 1 13 | ВЕЛ 2 Сход | ЕВР 1 8    | ЕВР 2 1  | ВЕН 1 8  | ВЕН 2 1  | ТУЦ 1 12 | ТУЦ 2 Сход | ИТА 1 6    | ИТА 2 Сход | БЕЛ 1 4  | БЕЛ 2 15   | ВАЛ 1 8    | ВАЛ 2      | 5  | 42   |
| 2008 | Racing Engineering | ИСП 1 14   | ИСП 2 6    | ТУЦ 1 7  | ТУЦ 2 15 | МОН 1 14   | МОН 2 13 | ФРА 1 14   | ФРА 2 10 | ВЕЛ 1 13   | ВЕЛ 2 Сход | ГЕР 1 10 | ГЕР 2 5  | ВЕН 1 13 | ВЕН 2 6  | ЕВР 1 Сход | ЕВР 2 5    | БЕЛ 1 17   | БЕЛ 2 8  | ИТА 1 Сход | ИТА 2 Искл |            | 17 | 8    |
| 2009 | Super Nova Racing  | ИСП 1 10   | ИСП 2 Сход | МОН 1 10 | МОН 2 8  | ТУЦ 1 7    | ТУЦ 2    | ВЕЛ 1 Сход | ВЕЛ 2 15 | ГЕР 1 5    | ГЕР 2 6    | ВЕН 1 3  | ВЕН 2 5  | ЕВР 1    | ЕВР 2    | БЕЛ 1      | БЕЛ 2      | ИТА 1      | ИТА 2    | АЛГ 1      | АЛГ 2      |            | 8  | 20   |

#### Результаты выступлений в GP2 Asia
| Легенда к таблице |                                                                    |
| --- | ------------------------------------------------------------------ |
| В таблице перечислены результаты всех гонок, в которых принимал участие гонщик. Строками таблицы являются сезоны, столбцами — этапы соревнований. В каждой клетке указаны сокращённое название этапа и результат, дополнительно обозначенный цветом. Расшифровка обозначений и цветов представлена в нижеследующей таблице. |                                                                    |
| \| Пример \| Описание \| \| ------------ \| ------------------------------------------------------------------ \| \| 1 \| Победитель \| \| 2 \| Второе место \| \| 3 \| Третье место \| \| 5 \| Финишировал, заработав очки \| \| Сход \| Не финишировал, но при этом заработал очки \| \| 12 \| Финишировал, не получив очков \| \| НКЛ \| Финишировал, но не попал в финальную классификацию \| \| 15 \| Участвовал вне зачёта, либо по отдельной классификации \| \| 18 \| Не финишировал, но попал в финальную классификацию \| \| Сход \| Не финишировал \| \| НКВ \| Не прошёл квалификацию \| \| НПКВ \| Не прошёл предквалификацию \| \| ДСК \| Дисквалифицирован \| \| ИСК \| Исключён из протокола соревнований \| \| ТТ \| Заявлен для участия только в тренировках \| \| НС \| Участвовал в квалификации, но не стартовал в гонке \| \| Т \| Травмирован или болен \| \| ОТК \| Отказ от участия \| \| НТР \| Прибыл на соревнования, но на трассу не выезжал \| \| НПР \| Был заявлен в числе участников, но не прибыл к началу соревнований \| \| О \| Соревнования отменены \| \| \| Не участвовал \| \| Поул-позиция \| \| \| Быстрый круг \| \| |                                                                    |
| Пример | Описание                                                           |
| 1 | Победитель                                                         |
| 2 | Второе место                                                       |
| 3 | Третье место                                                       |
| 5 | Финишировал, заработав очки                                        |
| Сход | Не финишировал, но при этом заработал очки                         |
| 12 | Финишировал, не получив очков                                      |
| НКЛ | Финишировал, но не попал в финальную классификацию                 |
| 15 | Участвовал вне зачёта, либо по отдельной классификации             |
| 18 | Не финишировал, но попал в финальную классификацию                 |
| Сход | Не финишировал                                                     |
| НКВ | Не прошёл квалификацию                                             |
| НПКВ | Не прошёл предквалификацию                                         |
| ДСК | Дисквалифицирован                                                  |
| ИСК | Исключён из протокола соревнований                                 |
| ТТ | Заявлен для участия только в тренировках                           |
| НС | Участвовал в квалификации, но не стартовал в гонке                 |
| Т | Травмирован или болен                                              |
| ОТК | Отказ от участия                                                   |
| НТР | Прибыл на соревнования, но на трассу не выезжал                    |
| НПР | Был заявлен в числе участников, но не прибыл к началу соревнований |
| О | Соревнования отменены                                              |
| | Не участвовал                                                      |
| Поул-позиция |                                                                    |
| Быстрый круг |                                                                    |

| Год     | Команда           | 1       | 2       | 3       | 4       | 5       | 6       | 7        | 8        | 9        | 10       | 11       | 12       | Место | Очки |
| ------- | ----------------- | ------- | ------- | ------- | ------- | ------- | ------- | -------- | -------- | -------- | -------- | -------- | -------- | ----- | ---- |
| 2008-09 | Super Nova Racing | КИТ 1 4 | КИТ 2 3 | ОАЭ 1 9 | ОАЭ 2 О | БАХ 1 9 | БАХ 2 5 | КАТ 1 13 | КАТ 2 10 | МАЗ 1 19 | МАЗ 2 18 | БАХ 1 15 | БАХ 2 12 | 10    | 12   |